# 宮本梧楼
宮本 梧楼（みやもと ごろう、1911年8月17日 - 2012年7月20日）は、日本の物理学者（実験物理学）。理学博士。多年にわたり東京大学理学部教授を務め、原子核物理、加速器、核融合の分野で多くの業績をあげるとともに、数多くの人材を育成した。

## 経歴・業績
旧制愛知県熱田中学校、旧制第八高等学校を経て、1936年に東京帝国大学理学部物理学科を卒業し、嵯峨根遼吉教授の指導下で理研のサイクロトロンを用いた原子核物理の実験研究を始めた。その後、東京大学教授に就任、1972年に定年退官した。東京大学退官後も、茨城大学、日本原子力研究所（特別研究員）等で教育と研究にあたった。
宮本は戦後いち早く高エネルギー物理学、なかんずくその必須の手段としての高エネルギー加速器の研究に着手し、1953年には文部省機関研究費を用いて東京大学強収斂電子シンクロトロンの建設を始め、1957年に130MeVの装置を完成した。これは後の東京大学原子核研究所の1.3GeV電子シンクロトロン建設に繋がった。
一方、1950年代中頃に世界で究極のエネルギー源としての核融合研究の機運が高まるや、プラズマによる核融合制御の研究に入り、幾多の実験装置の提案、建設をして、この分野に多数の人材を供給するとともに、日本学術会議「核融合特別委員会」などで我が国の核融合研究体制の確立に大きく寄与した。